# Vaejovis grayae
Espèce
Vaejovis grayae est une espèce de scorpions de la famille des Vaejovidae.

## Distribution
Cette espèce est endémique d'Arizona aux États-Unis. Elle se rencontre dans le comté de Yavapai vers Yarnell vers 1 459 m d'altitude.

## Habitat
Cette espèce se rencontre dans le Chaparral.

## Description
La femelle holotype mesure 25,40 mm, les mâles mesurent de 16,85 à 21,63 mm et les femelles de 25,40 à 27,80 mm.

## Étymologie
Cette espèce est nommée en l'honneur d'Alice Gray du musée américain d'histoire naturelle.

## Publication originale
- Ayrey, 2014 : « A New Species of Vaejovis from Chaparral Habitat Near Yarnell, Arizona (Scorpiones: Vaejovidae). » Euscorpius, no 188, p. 1–13 (texte intégral).